# Спеціальна Олімпіада
Запит Спеціальні Олімпійські ігри перенаправляється сюди.
Special Olympics (Спеціальна Олімпіада) — міжнародна організація, яка займається питаннями організації спортивних заходів для осіб з розумовими відхиленнями. Основний організатор Спеціальних Олімпійських ігор, які проводяться раз на кожні 4 роки.

## Історія спеціального олімпійського руху
Спеціальний Олімпійський рух виник з ініціативи Юніс Кеннеді Шрайвер, сестри Президента США Джона Кеннеді. У 1957 році вона очолила фонд Джозефа Кеннеді. Фонд має дві основні мети: знайти захист від розумової відсталості шляхом визначення її причин і поліпшити способи поводження суспільства з громадянами із обмеженими інтелектуальними можливостями.
У 1963 році Юніс та її чоловік Сарджент Шрайвер вирішили змінити становище людей, які вважалися в суспільстві марними. З цією метою вони пристосували свій будинок у Меріленді під спортивний денний табір для дітей та дорослих із затримкою розумового розвитку, аби вивчати їх здібності. Перші ж результати роботи з ними показали, наскільки ці люди чуйні до турботи і як за підтримки та терплячого навчання розкривається їхній внутрішній потенціал. Люди із затримкою розумового розвитку виявилися набагато здібніші у видах спорту і фізичній культури, ніж думали фахівці до того.
У липні 1968 року на Військовому полі в Чикаго відбулися перші міжнародні Спеціальні Олімпійські ігри. У грудні того ж року була створена організація Спеціальна Олімпіада, яка отримала статус благодійної організації. За ці роки учасниками спеціального олімпійського руху стали більше трьох мільйонів чоловік з 180 країн світу.
До 1989 року ігри проводились виключно у США під назвою Міжнародні спеціальні Олімпійські ігри. Потім ігри почали приймати інші країни, і їх перейменували на Світові спеціальні Олімпійські ігри.

## Літні спеціальні Олімпійські ігри
| Рік                                               | Ігри | Дата                     | Місто                  | Країна    |
| Міжнародні літні спеціальні Олімпійські ігри 1968 | I    | 20 липня 1968            | Чикаго                 | США       |
| Міжнародні літні спеціальні Олімпійські ігри 1970 | II   | 13-15 серпня 1970        | Чикаго                 | США       |
| Міжнародні літні спеціальні Олімпійські ігри 1972 | III  | 13-18 серпня 1972        | Лос-Анджелес           | США       |
| Міжнародні літні спеціальні Олімпійські ігри 1975 | IV   | 8-13 серпня 1975         | Маунт-Плезант          | США       |
| Міжнародні літні спеціальні Олімпійські ігри 1979 | V    | 8-13 серпня 1979         | Брокпорт               | США       |
| Міжнародні літні спеціальні Олімпійські ігри 1983 | VI   | липня 12-18 1983         | Батон-Руж              | США       |
| Міжнародні літні спеціальні Олімпійські ігри 1987 | VII  | 31 липня −1 серпня 1987  | Саус-Бенд              | США       |
| Світові літні спеціальні Олімпійські ігри 1991    | VIII | 19-27 липня 1991         | Міннеаполіс і Сент-Пол | США       |
| Світові літні спеціальні Олімпійські ігри 1995    | IX   | 1-9 липня 1995           | Нью-Гейвен             | США       |
| Світові літні спеціальні Олімпійські ігри 1999    | X    | 26 червня — липня 4 1999 | Дарем                  | США       |
| Світові літні спеціальні Олімпійські ігри 2003    | XI   | 21-29 червня 2003        | Дублін                 | Ірландія  |
| Світові літні спеціальні Олімпійські ігри 2007    | XII  | 2-11 жовтня 2007         | Шанхай                 | КНР       |
| Світові літні спеціальні Олімпійські ігри 2011    | XIII | 25 червня — 4 липня 2011 | Афіни                  | Греція    |
| Світові літні спеціальні Олімпійські ігри 2015    | XIV  | 25 липня — 2 серпня 2015 | Лос-Анджелес           | США       |
| Світові літні спеціальні Олімпійські ігри 2019    | XV   | 14-21 березня            | Абу-Дабі               | ОАЕ       |
| Світові літні спеціальні Олімпійські ігри 2023    | XVI  | 17-25 червня 2023        | Берлін                 | Німеччина |

## Зимові спеціальні Олімпійські ігри
| Рік                                                | Ігри | Дата                       | Місто                | Країна         |
| Міжнародні зимові спеціальні Олімпійські ігри 1977 | I    | 5-11 лютого 1977           | Стімбоат-Спрінгс     | США            |
| Міжнародні зимові спеціальні Олімпійські ігри 1981 | II   | 8-13 березня 1981          | Смагглерз Нотч       | США            |
| Міжнародні зимові спеціальні Олімпійські ігри 1985 | III  | 24-29 березня 1985         | Парк-Сіті            | США            |
| Міжнародні зимові спеціальні Олімпійські ігри 1989 | IV   | 1-8 квітня 1989            | Рено (Невада)        | США            |
| Світові зимові спеціальні Олімпійські ігри 1993    | V    | 20-27 березня 1993         | Зальцбург і Шладмінг | Австрія        |
| Світові зимові спеціальні Олімпійські ігри 1997    | VI   | 1-8 лютого 1997            | Торонто і Коллінгвуд | Канада         |
| Світові зимові спеціальні Олімпійські ігри 2001    | VII  | 4-11 березня 2001          | Анкоридж, Аляска     | США            |
| Світові зимові спеціальні Олімпійські ігри 2005    | VIII | 26 лютого — 4 березня 2005 | Нагано               | Японія         |
| Світові зимові спеціальні Олімпійські ігри 2009    | IX   | 6-13 лютого 2009           | Бойсі                | США            |
| Світові зимові спеціальні Олімпійські ігри 2013    | X    |                            | Пхьончхан            | Південна Корея |